# The Simpsons Skateboarding
The Simpsons Skateboarding är ett TV-spel som släpptes till PlayStation 2 i USA den 13 november 2002. Spelets utvecklades av The Code Monkeys och gjordes av Fox Interactive tillsammans med Electronic Arts. I spelet har Springfield förvandlats till en skatepark för den årliga Skate Tour. Spelaren kan välja en av nio karaktärer från TV-serien, vars röster gör av samma röstskådespelare som i TV-serien.
Varje rollfigurer har över fyrtio unika rörelser och man har möjlighet att spela  i två spelare i "head-to-head skate off", eller ensam i "Freeskate", "Skate Fest", "Trick Contest" eller "H-O-R-S-E". När man klarar en nivå utökas spelet med mera karaktärer, områden eller skateboards. Man också möjlighet att öva på skateboardrörelser i "Skillz School".
Innan Electronic Arts tillkänna gav spelet fanns en annons om spelet på baksidan av bruksanvisningen för The Simpsons Road Rage, som släpptes 2001. Den 16 maj 2002 släpptes den första informationen om spelet.

## Röster
- Dan Castellaneta - Homer Simpson / Krusty the Clown
- Julie Kavner - Marge Simpson
- Nancy Cartwright - Bart Simpson / Nelson Muntz
- Yeardley Smith - Lisa Simpson
- Harry Shearer - Otto Mann / Seymour Skinner / Kent Brockman
- Hank Azaria - John Frink / Clancy Wiggum